# Tujserkan
Tujserkan (pers. تويسركان) – miasto w Iranie, w ostanie Hamadan. W 2006 roku miasto liczyło 42 520 mieszkańców w 11 802 rodzinach.